# Řád zlatého orla
Řád zlatého orla (kazašsky Алтын Қыран ордені) je nejvyšší státní vyznamenání Kazašské republiky. Založen byl roku 1995 a udílen je občanům Kazachstánu i cizím státním příslušníkům za vynikající služby republice.

## Historie a pravidla udílení
Řád byl založen roku 1995. Udílen je občanům Kazašské republiky i cizím státním příslušníkům za výjimečné služby státu. Nominace na udělení řádu provádí úřadující prezident republiky, který se sám z úřední moci svého úřadu stává rytířem Řádu zlatého orla.

## Insignie

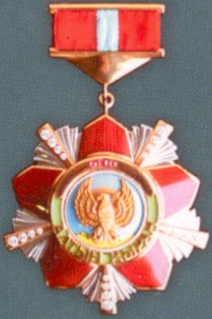
Speciální třída

Řádový odznak je vyroben ze zlata a má tvar pěticípé hvězdy se zaoblenými konci. Hvězda je modře smaltovaná se zlatým lemováním. Mezi cípy jsou shluky paprsků, kdy každý středový paprsek je zdoben čtyřmi diamanty. Uprostřed je kulatý medailon. Na modře smaltovaném pozadí je zlaté vyobrazení orla skalního. Vnější okraj medailonu je v horní části zlatý a ve spodní části červeně smaltovaný. V červeně smaltované části je nápis АЛТЫН ҚЫРАН. Ve zlaté části jsou vsazeny tři rubíny.
Řádová hvězda se podobá řádovému odznaku, ale je větší. Jednotlivé paprsky hvězdy jsou fasetovány.
Při založení řádu neexistovala hvězda ani řádový řetěz a řádový odznak byl připojen ke kovové destičce potažené hedvábnou moaré stuhou v modré barvě s červeným pruhem uprostřed. Nový vzhled řád získal po jeho reformě v roce 1999.
Pro každodenní nošení existuje miniatura řádu v podobě malé řádové hvězdy zavěšené na stuze.

### Speciální třída
Řádový odznak je vyroben ze zlata. Má tvar hvězdy jejíž cípy jsou pokryty červeným smaltem, mezi nimiž jsou shluky různě dlouhých paprsků vyrobené z bílého zlata, v jejichž středovém paprsku jsou vsazeny vždy čtyři diamanty. Uprostřed hvězdy je v kulatém medailonu stylizovaný orel v jehož pozadí je vycházející slunce. Zbytek medailonu je modře smaltovaný. Vnější okraj medailonu je lemován a ve spodní části lemu je nápis АЛТЫН ҚЫРАН. V horní části jsou vsazeny tři rubíny.
Odznak je připevněn ke kovové destičce potažené hedvábnou moaré stuhou červené barvy s modrým pruhem uprostřed.